# Class (court métrage)
 (juillet 2025).
Pour les articles homonymes, voir Class.
Pour plus de détails, voir Fiche technique et Distribution.
Class est un court métrage de thriller humoristique américain réalisé par Enzo Cellucci et Ash McNair et sorti en 2021.

## Fiche technique
- Titre : Class
- Réalisation : Enzo Cellucci et Ash McNair
- Scénario : Enzo Cellucci et Ash McNair
- Photographie : Brendan Swift
- Montage : Enzo Cellucci, Ash McNair et David Siciliano
- Musique : Jonathon Keeling
- Costumes : Christianne Bakewell
- Décors :
- Producteur : Clea DeCrane, Karen Eisenbud, Srinivas Gopalan, Joseph Huffman, Rob McGillivray, Gayathri Segar, Ben Stranahan et Michel Tyabji
  - Producteur délégué : Hank Azaria, Enzo Cellucci, David Krumholtz, Jonny Marlow et Ash McNair
  - Producteur exécutif : Phillip Nguyen
- Sociétés de production : Goosemango Films
- Sociétés de distribution : Mosaic Public Relations
- Pays d'origine :  États-Unis
- Langue originale : anglais
- Format : couleur
- Genre : Thriller humoristique
- Durée : 18 minutes
- Dates de sortie :
  - États-Unis : 20 septembre 2021

## Distribution
- Alina Carson : Amelia
- Enzo Cellucci : Max Schrader
- Amanda Centeno : Alice
- Brendan Dalton : Brandon
- Kristin Friedlander : Kirsten
- Carson Higgins : Lance
- Joseph Huffman : CJ
- David Krumholtz : Adam
- Ash McNair : Sam